# Filacrio
Filacrio Ilario di Novara (... – Novara, 15 dicembre 568) è stato vescovo di Novara.

## Biografia
Eletto come successore di Ambrogio I, Filacrio (o secondo altre fonti Ilario) fu vescovo di Novara. Già dall'epoca di Onorato esisteva sull'Isola di San Giulio un "castrum" in difesa della diocesi di Novara dove lo stesso Onorato aveva fatto erigere una chiesa: qui venne sepolto Filacrio quando morì nel 568. Ad oggi la sua pietra tombale finemente decorata rappresenta uno degli elementi più significativi dell'archeologia dell'isola.